# Thợ săn ảnh

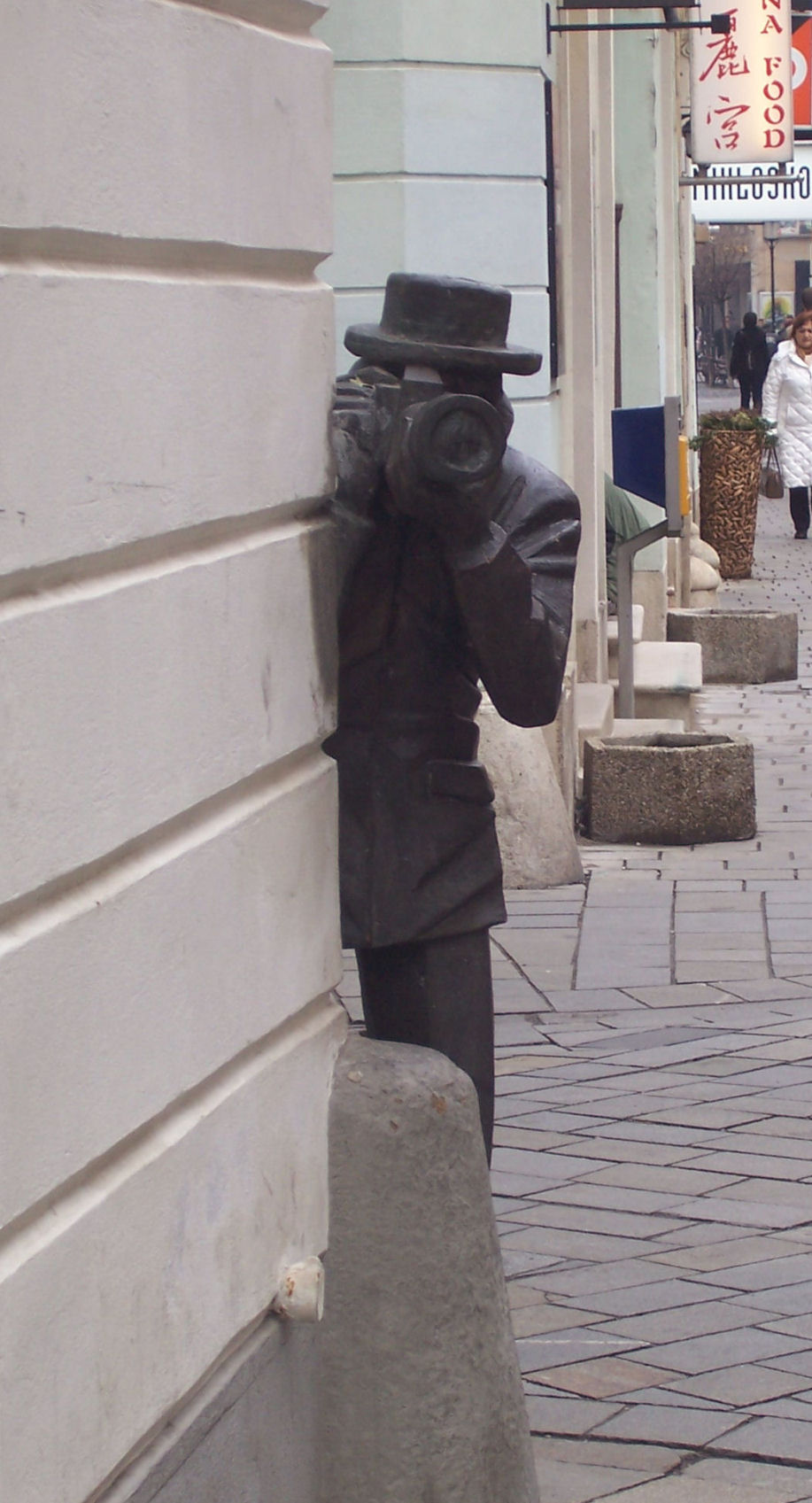
Tượng một paparazzi ở Bratislava

Thợ săn ảnh hay paparazzi là số nhiều của từ paparazzo để chỉ những người chụp ảnh chuyên nghiệp, chuyên săn ảnh của những người nổi tiếng (các ca sĩ, diễn viên...), thường là chụp lén (không xin phép, không được sự đồng ý) khi họ đang có những hoạt động công cộng hoặc riêng tư. Các hãng thông tấn thường dùng từ này với nghĩa rộng hơn để mô tả các nhiếp ảnh gia chụp ảnh những người nổi tiếng.

## Nguồn gốc tên gọi

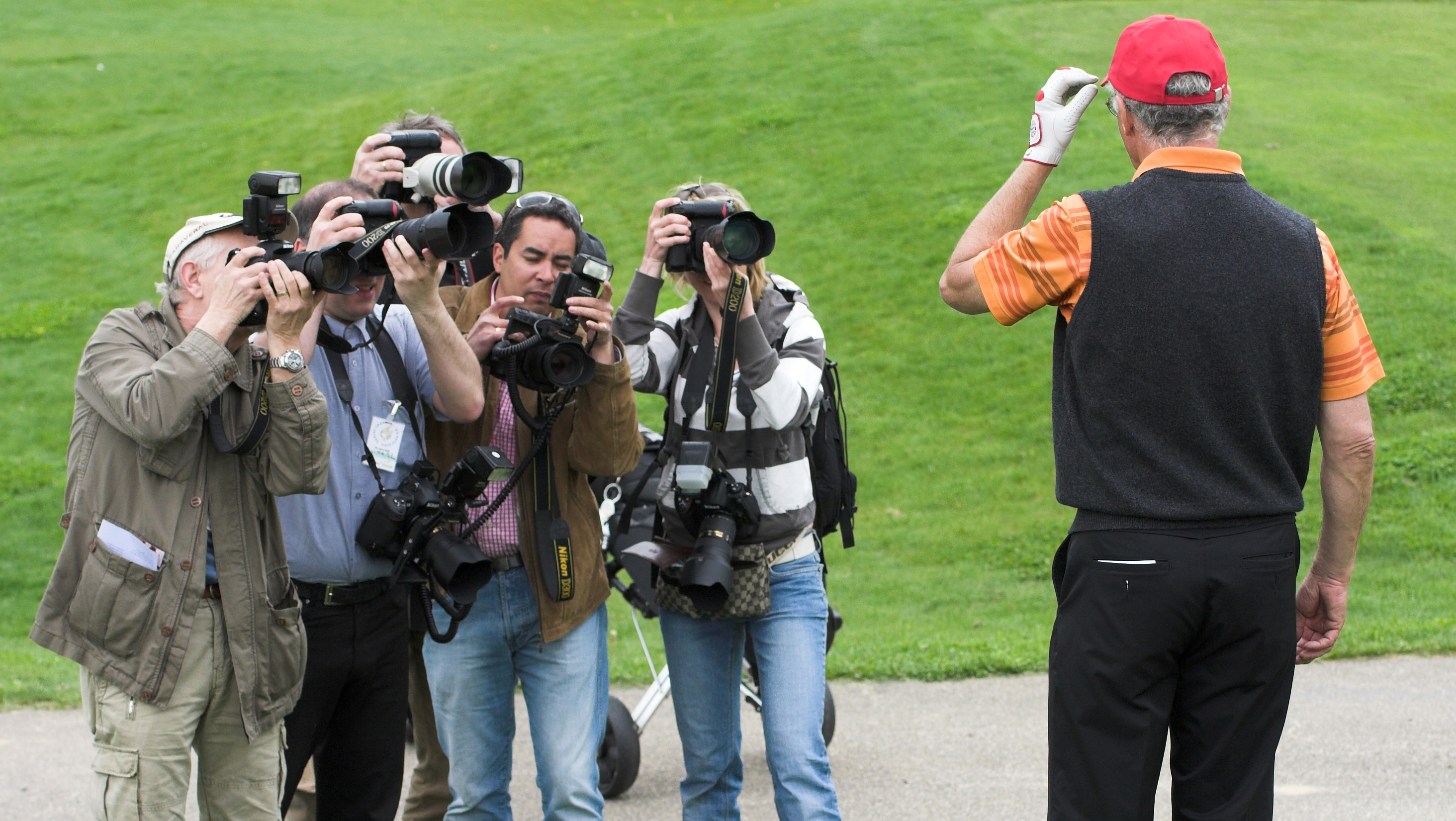
Các paparazzi đang chụp Beckenbauer